# ام‌اس سفیر
ام‌اس سفیر (به انگلیسی: MS Sapphire) یک کشتی بود که طول آن ۱۴۹ متر (۴۸۹ فوت) بود. این کشتی در سال ۱۹۶۷ ساخته شد.